# Cyrtodactylus semiadii
Espèce
Cyrtodactylus semiadii est une espèce de geckos de la famille des Gekkonidae.

## Répartition
Cette espèce est endémique de Java en Indonésie.

## Publication originale
- Riyanto, Bauer & Yudha, 2014 : A new small karst-dwelling species of Cyrtodactylus (Reptilia: Squamata: Gekkonidae) from Java, Indonesia. Zootaxa, no 3785 (4), p. 589–599.